# (10523) D'Haveloose
(10523) D'Haveloose est un astéroïde de la ceinture principale.

## Description
(10523) D'Haveloose est un astéroïde de la ceinture principale. Il fut découvert le 22 septembre 1990 à La Silla par Eric Walter Elst. Il présente une orbite caractérisée par un demi-grand axe de 2,28 UA, une excentricité de 0,06 et une inclinaison de 4,4° par rapport à l'écliptique.

## Compléments